# Улица Ремизова (Москва)
У́лица Ре́мизова — улица в Юго-Западном и Южном административных округах города Москвы на территории района Котловка и Нагорного района.

## История
Улица получила своё название 24 августа 1966 года в память о майоре, командире стрелкового полка, Герое Советского Союза И. М. Ремизове (1901—1939), погибшем в боях на Халхин-Голе.

## Расположение
Улица Ремизова, являясь продолжением улицы Дмитрия Ульянова, проходит от Севастопольского проспекта на юго-восток, пересекает Нагорную улицу, реку Котловку, заключённую в коллектор, и проходит до Электролитного проезда, за которым продолжается как Криворожская улица. Участок улицы к северу от русла реки Котловки расположен на территории района Котловка Юго-Западного административного округа, участок к югу — на территории района Нагорный Южного административного округа. Нумерация домов начинается от Севастопольского проспекта.

## Примечательные здания и сооружения
По нечётной стороне:
По чётной стороне:
дом 10 — Художественная галерея «Нагорная»

## Транспорт

Река Котловка, уходящая в коллектор при пересечении улицы Ремизова

### Метро
- Станция метро «Нагорная» Серпуховско-Тимирязевской линии — у юго-западного конца улицы, на Электролитном проезде

### Автобус
- 119, 142, 317, 529: по всей длине улицы
- 926, 965: от Электролитного проезда до Нагорной улицы и обратно
- с5, 934: от Нагорной улицы до Севастопольского проспекта и обратно